# Schrebera
Schrebera es un género con ocho especies de plantas perteneciente a la familia Oleaceae. Es originario de Perú, trópicos de África, Madagascar, India hasta Borneo.

## Especies
- Schrebera alata (Hochst.) Welw., Trans. Linn. Soc. London 27: 41 (1869).
- Schrebera americana (Zahlbr.) Gilg, Bot. Jahrb. Syst. 30: 71 (1901).
- Schrebera arborea A.Chev., Bull. Soc. Bot. France 58(8): 180 (1911 publ. 1912).
- Schrebera capuronii Bosser & R.Rabev., Bull. Mus. Natl. Hist. Nat., B, Adansonia 2: 62 (1985).
- Schrebera kusnotoi Kosterm., Reinwardtia 2: 360 (1953).
- Schrebera orientalis Bosser & R.Rabev., Bull. Mus. Natl. Hist. Nat., B, Adansonia 2: 61 (1985).
- Schrebera swietenioides Roxb., Pl. Coromandel 2: 1 (1799).
- Schrebera trichoclada Welw., Trans. Linn. Soc. London 27: 41 (1869).